# Стайки (Хвастовичский район)
Стайки — деревня в Хвастовичском районе Калужской области. Входит в состав сельского поселения «Деревня Стайки».

## Физико-географическое положение
В 7 км к югу от села Хвастовичи, в 9 км от границы с Брянской областью.

## История
Сохранились документы местного значения, из которых известно, что в 1730-е годы хвастовичский помещик отселил семь семей, которые и основали деревню Стайки. 
В 1782 году относилось к Жиздринскому езду и стояло на большой дороге из Брянска в Козельск, на берегу речки Стайки. Сёла Фастовичи, Кудрявец, деревни Высокая, Колодесцы, Милеево, Далино, Теребень, Красная и Станки  принадлежали Ивану Никитичу Зотову, Федосею Козмичу Яцыну.  Стайки располагалась на левом берегу речки Стайки и обе стороны Карачевской дороги.
В первой половине XIX века отставной штабс-капитан Дмитрий Петрович Комарский купил часть Стаек и прилегающие леса и поля у хвастовичского помещика. Вторую часть Стаек приобрел красненский помещик Николай Викентьевич Студзинский.
В 1920-х годах — один из крупнейших населенных пунктов Милеевской волости Жиздринского уезда Брянской губернии (ранее — крупнейший населенный пункт Теребенской волости, свыше 1500 человек).

## Население
| 2002 | 2010 |
| ---- | ---- |
| 396  | ↘311 |

## Знаменитые уроженцы
- Стефанчиков, Николай Андреевич (1908 — 1945)
- Котов, Федор Федорович (1922—1995)  — участник Великой Отечественной войны, полный кавалер ордена Славы.